# Torneo de Halle 2019
El Noventi Open 2019 fue un evento de tenis del ATP Tour 2019 en la serie ATP 500. Se disputó en Halle, Alemania desde el 17 hasta el 23 de junio de 2019.

## Distribución de puntos
| Modalidad            | Campeón | Finalista | Semifinales | Cuartos de final | 2.ª ronda | 1.ª ronda | Clasificados | 2.ª ronda de clasificación | 1.ª ronda de clasificación |
| Individual masculino | 500     | 330       | 200         | 100              | 50        | 0         | 25           | 13                         | 0                          |
| Dobles masculino     | 500     | 300       | 180         | 90               | –         | –         | 45           | 25                         | 0                          |

## Cabezas de serie

### Individual masculino
| Tenista              | Ranking | Preclasificado |
| Roger Federer        | 3       | 1              |
| Alexander Zverev     | 5       | 2              |
| Karen Jachanov       | 9       | 3              |
| Borna Ćorić          | 14      | 4              |
| Gaël Monfils         | 16      | 5              |
| Nikoloz Basilashvili | 17      | 6              |
| Roberto Bautista     | 20      | 7              |
| Guido Pella          | 22      | 8              |

- Ranking del 10 de junio de 2019.[2]

### Dobles masculino
| Tenista                     | Ranking | Preclasificado |
| Łukasz Kubot Marcelo Melo   | 6       | 1              |
| Raven Klaasen Michael Venus | 20      | 2              |
| Nikola Mektić Franko Škugor | 27      | 3              |
| Kevin Krawietz Andreas Mies | 43      | 4              |

## Campeones

### Individual masculino
Roger Federer venció a  David Goffin por 7-6(7-2), 6-1

### Dobles masculino
Raven Klaasen /  Michael Venus vencieron a  Łukasz Kubot /  Marcelo Melo por 4-6, 6-3, [10-4]